# Symphimus
Symphimus – rodzaj węży z podrodziny Colubrinae w rodzinie połozowatych (Colubridae).

## Zasięg występowania
Rodzaj obejmuje gatunki występujące w Meksyku, Belize i Gwatemali. 

## Systematyka

### Etymologia
Symphimus: gr. συν sun „razem, wspólnie”; φιμος phimos „kaganiec, pysk”, od φιμοω phimoō „być cicho”.

### Podział systematyczny
Do rodzaju należą następujące gatunki: 
- Symphimus leucostomus
- Symphimus mayae